# Južnoandski jezici
Južnoandski jezici, prema Josephu A. Greenbergu  (1987) naziv za južnu granu andskih jezika raširenih na jugu Južne Amerike u Argentini i Čileu. Unutar ove skupine jezika klasificira porodice alakaluf, araucanian, gennaken, patagon i yamana.
Andske jezike po njemu sačinjavaju još itucale-sabela, aymaran, kahuapana-zaparo i sjevernoandski.